# Caldecott Honor
A Caldecott Honor é uma menção honrosa concedida pela Association for Library Service to Children da American Library Association (ALA). A Caldecott Honor é dada aos que, mesmo sem vencer, destacaram-se na disputa pela Medalha Caldecott, o prêmio principal. Embora a Caldecott Honor tenha sido entregue a partir de 1971, concorrentes especialmente citados de anos anteriores tiveram seus livros retroativamente premiados com a Caldecott Honor.